# Malba (Burkina Faso)
Pour les articles homonymes, voir Malba.
Ne doit pas être confondu avec Malba-Campement.
Malba est une commune rurale et le chef-lieu du département de Malba de la province du Poni dans la région Sud-Ouest au Burkina Faso.

## Géographie
Malba est situé à environ 20 km au nord-est de Gaoua, le chef-lieu de la région et la ville la plus importante du sud du pays. La commune est également à 12 km à l'ouest de la frontière entre le Burkina Faso et le Ghana.

## Santé et éducation
Malba accueille l'unique centre de santé et de promotion sociale (CSPS) du département tandis que le centre hospitalier régional (CHR) de la province se trouve à Gaoua.